# La Torera (escultura)
L'escultura urbana coneguda pel nom La Torera, ubicada a l'avinguda d'Itàlia del Campo San Francisco, a la ciutat d'Oviedo, Principat d'Astúries, Espanya, és una de les més d'un centenar que adornen els carrers de l'esmentada ciutat espanyola.
El paisatge urbà d'aquesta ciutat, es veu adornat per obres escultòriques, generalment monuments commemoratius dedicats a personatges d'especial rellevància en un primer moment, i més purament artístiques des de finals del segle xx.
L'escultura, feta de bronze, és obra de Mauro Álvarez Fernández, i està datada 2002.
L'estàtua, d'estil realista i mida natural, és un homenatge a Josefa Carril, popular fotògrafa que vivia a Oviedo i treballava amb el seu marit, Antonio Hernández, fotografiant en aquest parc a la burgesia de l'època, en el mateix lloc on s'ha col·locat el monument. El conjunt escultòric el formen Josefa (que somriu, i un dels seus braços s'introdueix a la màniga negra per on es manipulava en el mini-laboratori), amb la seva càmera fotogràfica (coneguda com a càmera "minutera") i el trípode (del qual penja una galleda d'aigua), una cadira i un cavallet (el qual fa referència al cavallet de cartró que li servia per mantenir distrets els nens quan els feia el retrat). El nom de "torera" li ve pel tipus de calçat que sempre usava aquesta fotògrafa, unes "ballarines".